# Drozophile
Ne doit pas être confondu avec Drosophile.
Drozophile est une maison d'édition genevoise de bande dessinée fondée en 1986,, par Christian Humbert-Droz, spécialisée dans le tirage en sérigraphie d'albums et d'affiches.

## Publications
Stéphane Blanquet, Le Fantôme des autres, décembre 1999
Nadia Raviscioni, Odette et l'eau, 1997 (premier ouvrage publié)